# Pseudophysocephala abnorma
Pseudophysocephala abnorma är en tvåvingeart som beskrevs av Krober 1940. Pseudophysocephala abnorma ingår i släktet Pseudophysocephala och familjen stekelflugor. Inga underarter finns listade i Catalogue of Life.